# ТЕС Австралія-Пасифік ЗПГ
23°45′27″ пд. ш. 151°11′34″ сх. д. / 23.75750° пд. ш. 151.19278° сх. д.
ТЕС Австралія-Пасифік ЗПГ – теплова електростанція на північному сході Австралії, що є частиною заводу зі зрідження природного газу Австралія-Пасифік ЗПГ.
Основне обладнання електростанції складають сім встановлених на роботу у відкритому циклі газових турбін потужністю по 15 МВт (одна з турбін виконує функцію резервної).
Як паливо використовують природний газ. 
Для видалення продуктів згоряння кожна турбіна має димар заввишки 25 метрів.